# Georges Passerieu
Georges Passerieu (18. november 1885 i London – 5. maj 1928 i Peray) var en fransk cykelrytter. Han nåede podiet i Tour de France to gange og vandt desuden Paris-Roubaix og Paris-Tours.

## Væsentlige resultater

### Tour de France
- Tour de France 1906: 2. plads, 2 etapesejre
- Tour de France 1907: 4. plads, 2 etapesejre
- Tour de France 1908: 3. plads, 3 etapesejre

### Øvrige sejre
- 1907: Paris-Roubaix, Paris-Tours
- 1909: Paris-Dijon